# Rose Hall
Rose Hall je nejmenší město Guyany a je součástí regionnu East Berbice-Corentyne. Rozkládá se na ploše 13 km2 a populace čítá asi 8 000 obyvatel.

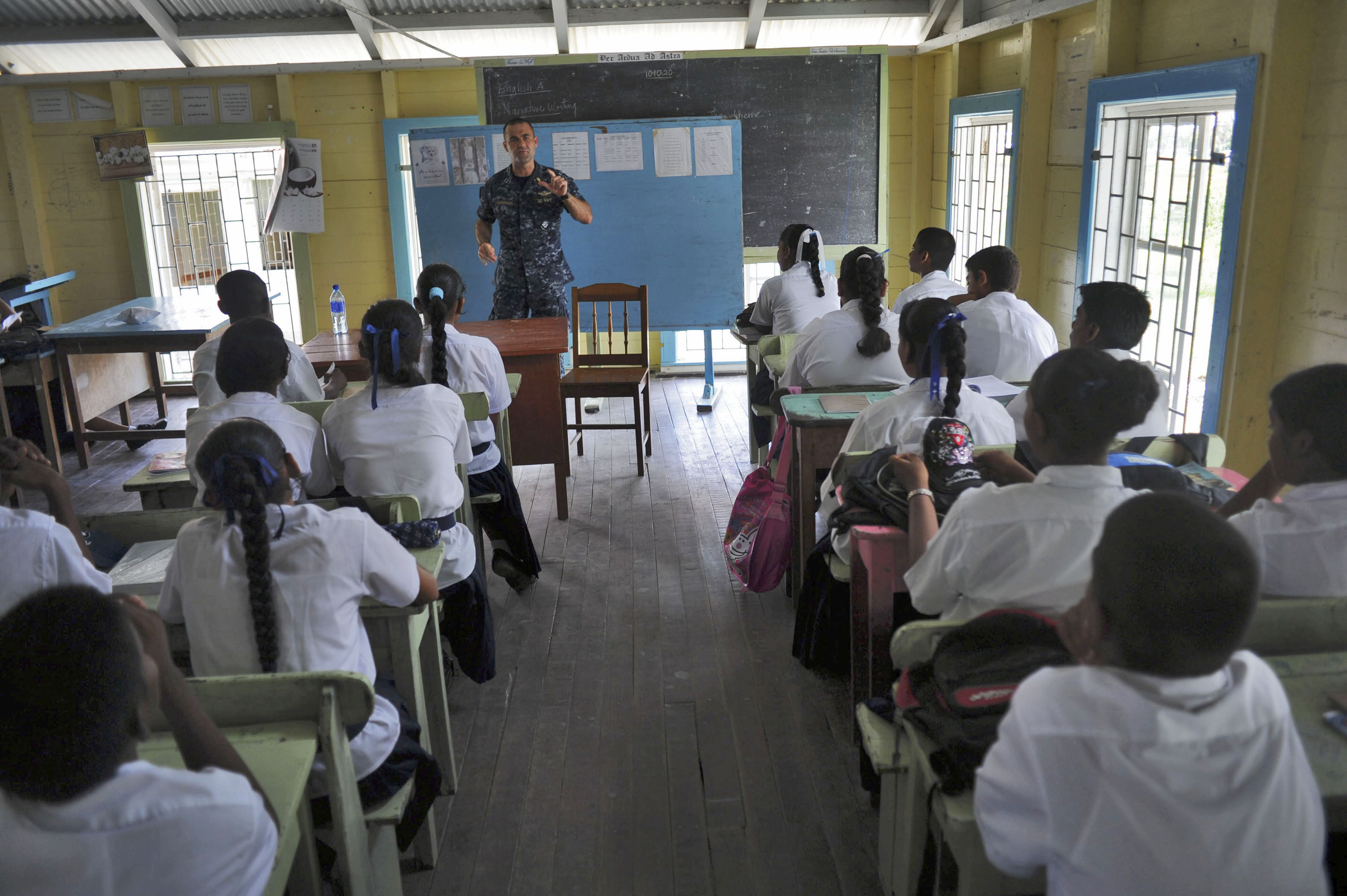
Armáda USA poučuje místní o nebezpečí moskytů a nemocí

## Historie
Rose Hall byla kdysi v rukou plantážníků a pracovali tam otroci. V roce 1908 získala statut vesnice a v roce 1970 se stává městem.